# À vendre (film, 1980)
Pour les articles homonymes, voir À vendre.
Pour plus de détails, voir Fiche technique et Distribution.
À vendre est un film français réalisé par Christian Drillaud et sorti en 1980.

## Fiche technique
- Titre  : À vendre
- Réalisation : Christian Drillaud
- Scénario : Christian Drillaud
- Décors : Alain Chambon
- Photographie : Eduardo Serra
- Son : Francis Bonfanti
- Montage : Marie-Hélène Quinton
- Musique : Michel Valmer
- Production : 	Films Orceor
- Pays de production :  France
- Format : Couleur
- Genre : Drame
- Durée : 80 minutes
- Date de sortie : France - 30 avril 1980

## Distribution
- André Marcon : Coco
- Martine Kalayan : Colette
- Roland Amstutz : Fernand
- Ariane Ascaride : Gilberte
- Pierre Ascaride : Riri
- Gérard Chaillou : Pépette
- Juliette Brac : Maryse
- Michel Amphoux : Rodolphe
- Claude Bouchery : Louis Guillon